# 明朝吏部尚書
明朝吏部尚書，常雅稱為天官、冢宰、塚宰、太宰，為明朝六部中吏部的最高級長官，負責掌管官員的任免、封賞、考核等，正二品。
14世紀中國的明朝吏部尚書，相當於當今西方各國的人事部長、人力資源部長。
明朝吏部尚書中，既有蹇義、王直等一代名臣，亦有詹徽等謀權諂媚的官僚。永樂遷都后，明朝設置南京六部，“南京吏部尚書”以及其他五尚書等職位，多為虛銜，多為參贊機務或養清望閒職之所，重要性已無關政體本身。

## 沿革
明朝初期，朱元璋沿用元朝政體、設四部於中書省，分別掌管錢穀、禮儀、刑名、營造等事務。洪武元年，初設六部，各設置尚書、侍郎、郎中、員外郎、主事等職位。尚書為正三品、侍郎正四品，郎中正五品，員外郎正六品，主事正七品。仍隸屬中書省。洪武六年，各部設尚書兩名、侍郎兩名。吏部設總部、司勳、考功三屬部，部設郎中、員外郎各一人，主事各二人。洪武十三年（1380年），因胡惟庸案，明太祖朱元璋罷黜宰相与中書省，并仿照《周官》六卿之制，直屬六部，并各設尚書、侍郎各一名，唯獨戶部有兩名侍郎。每部分四屬部，吏部屬部加司封。每屬部設郎中、員外郎、主事各一人，尋增侍郎一人。洪武二十二年，改總部為選部。洪武二十九年，定為文選、驗封、稽勳、考功四司並五部屬，皆稱清吏司。建文年間，改六部尚書為正一品，設左、右侍中，侍郎為正二品，并除去諸司清吏字。燕王朱棣即位明成祖後，恢復舊制。
永樂元年，朱棣以北平府為北京，置北京行部尚書二人，侍郎四人，其屬置六曹清吏司。吏、戶、禮、兵、工五曹，郎中、員外郎、主事各一人。永樂十八年，明成祖遷都北京後，罷免行部及六曹，以六部官屬移之北，不再稱“行在”。而其留守南京的官員一律加“南京”字（即所謂“南京吏部尚書”等）。洪熙元年，明仁宗打算還都於南京，并恢復置各部官屬於南京，去除“南京”兩字，而在位於北京的六部官員頭銜前加“行在”兩字，并設行部。明宣宗即位後的宣德三年，復罷行部。明英宗即位後的正統六年，在北京六部官員頭銜前去「行在」字，于南京仍加「南京」字，之後成為定制。景泰年間，吏部曾經設置兩名尚書。天順初年，恢復定制，改為一名。
因為吏部尚書作為百官表率，并決定庶官進退，已經在關鍵地區選定官員，其禮數是其他官員無法比擬的。永樂初年，明成祖選拔翰林院官員直接進入內閣。之後的明朝首輔、大學士楊士奇等加至太子三孤并兼尚書銜，然而品敘仍然列于吏部尚書蹇義、戶部尚書夏原吉之下。景泰年間，左都御史王文升任吏部尚書兼翰林院大學士、進入內閣，其班位仍然以原銜為序次。弘治六年，明孝宗設宴，大學士丘濬以太子太保、禮部尚書的身份位居太子太保、吏部尚書王恕之上。之後改例，若由侍郎、詹事進入內閣者，均位列于六部之上了。

## 列表
因為洪武初年政體變化頻繁，官員任免較隨意。此列表為廢中書省後的吏部尚書列表，不包括掛虛名的吏部尚書以及南京吏部尚書等職位。
| 序号                       | 姓名     | 籍贯                             | 上任时间                          | 任前职务                 | 卸任时间                          | 卸任原因               |
| -------------------------- | -------- | -------------------------------- | --------------------------------- | ------------------------ | --------------------------------- | ---------------------- |
| 1                          | 偰斯     |                                  | 洪武十三年庚申正月 （1380年）     |                          | 洪武十三年庚申二月 （1380年）     | 改任禮部尚書           |
| 2                          | 洪彝     |                                  | 洪武十三年庚申正月 （1380年）     |                          | 洪武十三年庚申正月 （1380年）     | 尋免                   |
| 3                          | 劉崧     | 江西等處行中書省吉安路太和州     | 洪武十三年庚申四月 （1380年）     | 以禮部右侍郎署           | 洪武十三年庚申五月 （1380年）     | 致仕                   |
| 4                          | 阮畯     |                                  | 洪武十三年庚申六月 （1380年）     |                          | 洪武十五年壬戌三月 （1382年）     | 致仕                   |
| 5                          | 李信     |                                  | 洪武十五年壬戌三月 （1382年）     |                          | 洪武十六年癸亥正月 （1383年）     | 卒                     |
| 6                          | 陳敬     |                                  | 洪武十六年癸亥正月 （1383年）     | 試用                     | 洪武十六年癸亥十二月 （1383年）   | 致仕                   |
| 7                          | 余熂     |                                  | 洪武十七年甲子正月 （1384年）     |                          | 洪武十八年乙丑四月 （1385年）     | 因胡惟庸案罪誅         |
| 8                          | 趙瑁     |                                  | 洪武十八年乙丑三月 （1385年）     | 代任                     | 洪武十八年乙丑四月 （1385年）     | 因胡惟庸案罪誅         |
| 9                          | 詹徽     | 江浙行省徽州路婺源州             | 洪武二十三年庚午六月 （1390年）   | 以左都御史兼             | 洪武二十六年癸酉二月 （1393年）   | 因藍玉案罪誅           |
| 10                         | 梁煥     |                                  | 洪武二十六年癸酉二月 （1393年）   | 以吏科給事中署           | 洪武二十六年癸酉四月 （1393年）   | 罷免                   |
| 11                         | 翟善     | 揚州府泰興縣                     | 洪武二十六年癸酉四月 （1393年）   | 以吏部主事署             | 洪武二十八年乙亥閏九月 （1395年） | 降南寧府宣化縣知縣     |
| 12                         | 杜澤     |                                  | 洪武二十九年丙子正月 （1396年）   |                          | 洪武三十年丁丑十月 （1397年）     | 罷免                   |
| 13                         | 茹瑺     | 湖廣行省潭州府衡山縣             | 洪武三十一年戊寅九月 （1398年）   | 兵部尚書                 | 洪武三十一年戊寅十二月 （1398年） | 改任河南布政使         |
| 14                         | 張紞     | 陝西行省奉元路富平縣             | 洪武三十一年戊寅十二月 （1398年） | 雲南左布政使             | 建文四年壬午秋七月 （1402年）     | 靖難之役後自經         |
| 15                         | 蹇義     | 四川行省重慶路巴縣               | 建文四年壬午九月 （1402年）       | 吏部左侍郎               | 宣德三年戊申十月 （1429年）       | 卒                     |
| 16                         | 郭璡     | 京師保定府新安縣                 | 宣德四年己酉四月 （1430年）       | 吏部左侍郎兼詹事府少詹事 | 正統八年癸亥正月 （1443年）       | 致仕                   |
| 17                         | 王直     | 江西承宣布政使司吉安府泰和縣     | 正統八年癸亥正月 （1443年）       | 禮部左侍郎               | 景泰二年辛未七月 （1451年）       | 致仕                   |
| 18                         | 何文淵   |                                  | 景泰二年辛未七月 （1451年）       |                          | 景泰四年癸酉六月 （1453年）       | 下獄旋釋，致仕         |
| 19                         | 王翱     | 京師河間府鹽山縣                 | 景泰四年癸酉六月 （1453年）       | 左都御史                 | 成化三年丁亥七月 （1467年）       | 病免                   |
| 20                         | 李秉     | 山東承宣布政使司濟寧府曹縣       | 成化三年丁亥十一月 （1467年）     | 左都御史                 | 成化五年己丑正月 （1469年）       | 免                     |
| 21                         | 崔恭     | 北直隸順德府廣宗縣               | 成化五年己丑正月 （1469年）       | 吏部左侍郎               | 成化五年己丑五月 （1469年）       | 丁忧                   |
| 22                         | 姚夔     | 浙江承宣布政使司嚴州府桐廬縣     | 成化五年己丑五月 （1469年）       | 禮部尚書                 | 成化九年癸巳二月 （1473年）       | 卒                     |
| 23                         | 尹旻     |                                  | 成化九年癸巳三月 （1473年）       |                          | 成化二十二年丙午五月 （1486年）   | 劾免                   |
| 24                         | 耿裕     | 河南承宣布政使司河南府盧氏縣     | 成化二十二年丙午八月 （1486年）   | 禮部尚書                 | 成化二十二年丙午十月 （1486年）   | 改南京吏部尚書         |
| 25                         | 李裕     | 江西承宣布政使司南昌府豐城縣     | 成化二十二年丙午十月 （1486年）   | 工部尚書                 | 成化二十三年丁未十一月 （1487年） | 致仕                   |
| 26                         | 王恕     | 陝西承宣布政使司西安府三原縣     | 成化二十三年丁未十一月 （1487年） | 南京兵部尚書             | 弘治六年癸丑閏五月 （1493年）     | 致仕                   |
| 27                         | 耿裕     |                                  | 弘治六年癸丑六月 （1493年）       |                          | 弘治九年丙辰正月 （1496年）       | 卒                     |
| 28                         | 屠滽     |                                  | 弘治九年丙辰二月 （1496年）       |                          | 弘治十三年庚申五月 （1500年）     | 致仕                   |
| 29                         | 倪岳     | 南直隸應天府上元縣               | 弘治十三年庚申六月 （1500年）     | 南京兵部尚書             | 弘治十四年辛酉十月 （1501年）     | 卒                     |
| 30                         | 馬文升   | 河南承宣布政使司開封府鈞州       | 弘治十四年辛酉十月 （1501年）     | 兵部尚書                 | 正德元年丙寅四月 （1506年）       | 致仕                   |
| 31                         | 焦芳     |                                  | 正德元年丙寅四月 （1506年）       |                          | 正德元年丙寅十月 （1506年）       | 进入内阁               |
| 32                         | 許進     | 河南承宣布政使司河南府陝州靈寶縣 | 正德元年丙寅十月 （1506年）       | 兵部尚書                 | 正德三年戊辰八月 （1508年）       | 致仕                   |
| 33                         | 劉宇     |                                  | 正德三年戊辰八月 （1508年）       |                          | 正德四年己巳六月 （1509年）       | 進入內閣               |
| 34                         | 張綵     | 陝西承宣布政使司鞏昌府安定縣     | 正德四年己巳六月 （1509年）       |                          | 正德五年庚午八月 （1510年）       | 下獄死                 |
| 35                         | 劉機     | 北直隸順天府大興縣               | 正德五年庚午八月 （1510年）       | 禮部尚書                 | 正德五年庚午十二月 （1510年）     | 致仕                   |
| 36                         | 楊一清   | 雲南承宣布政使司雲南府安寧州     | 正德六年辛未正月 （1511年）       | 戶部尚書                 | 正德十年乙亥閏四月 （1515年）     | 進入內閣               |
| 37                         | 陸完     | 南直隸蘇州府長洲縣               | 正德十年乙亥閏四月 （1515年）     | 兵部尚書                 | 正德十五年庚辰十一月 （1520年）   | 下獄，充軍             |
| 38                         | 王瓊     | 山西承宣布政使司太原府太原縣     | 正德十五年庚辰十一月 （1520年）   | 兵部尚書                 | 正德十六年辛巳四月 （1521年）     | 下獄，謫戍             |
| 39                         | 石珤     | 京師真定府藁城縣                 | 正德十六年辛巳五月 （1521年）     | 兵部尚書兼右副都御史     | 正德十六年辛巳七月 （1521年）     | 改東閣誥敕             |
| 40                         | 喬宇     | 山西承宣布政使司太原府樂平縣     | 正德十六年辛巳八月 （1521年）     | 南京兵部尚書             | 嘉靖三年甲申七月 （1524年）       | 致仕                   |
| 41                         | 楊旦     | 福建承宣布政使司建寧府建安縣     | 嘉靖三年甲申八月 （1524年）       | 南京吏部尚書             | 嘉靖三年甲申八月 （1524年）       | 未任免                 |
| 42                         | 廖紀     | 京師河間府東光縣                 | 嘉靖三年甲申十月 （1524年）       | 南京兵部尚書             | 嘉靖六年丁亥四月 （1527年）       | 致仕                   |
| 43                         | 羅欽順   |                                  | 嘉靖六年丁亥四月 （1527年）       |                          | 嘉靖六年丁亥四月 （1527年）       | 辭不赴                 |
| 44                         | 李承勛   | 湖廣承宣布政使司武昌府嘉魚縣     | 嘉靖六年丁亥八月 （1527年）       | 南京刑部尚書             | 嘉靖六年丁亥十月 （1527年）       | 改刑部尚書             |
| 45                         | 桂萼     | 江西承宣布政使司饒州府安仁縣     | 嘉靖六年丁亥十一月 （1527年）     | 禮部尚書                 | 嘉靖八年己丑二月 （1529年）       | 進入內閣，武英殿大學士 |
| 46                         | 方獻夫   | 廣東承宣布政使司廣州府南海縣     | 嘉靖八年己丑二月 （1529年）       | 禮部尚書                 | 嘉靖十年辛卯七月 （1531年）       | 召，未赴               |
| 47                         | 王瓊     | 廣東承宣布政使司廣州府南海縣     | 嘉靖十年辛卯十二月 （1531年）     |                          | 嘉靖十一年壬辰七月 （1532年）     | 卒                     |
| 48                         | 方獻夫   | 廣東承宣布政使司廣州府南海縣     | 嘉靖十一年壬辰七月 （1532年）     | 以內閣掌部事             | 嘉靖十一年壬辰九月 （1532年）     | 不再兼任               |
| 49                         | 汪鋐     |                                  | 嘉靖十一年壬辰九月 （1532年）     |                          | 嘉靖十四年乙未九月 （1535年）     | 罷免                   |
| 50                         | 許讚     | 河南承宣布政使司河南府陝州靈寶縣 | 嘉靖十五年丙申閏十二月 （1536年） | 戶部尚書                 | 嘉靖二十三年甲辰九月 （1544年）   | 進入內閣               |
| 51                         | 熊浹     | 江西承宣布政使司南昌府南昌縣     | 嘉靖二十三年甲辰九月 （1544年）   | 兵部尚書兼左都御史       | 嘉靖二十四年乙巳十一月 （1545年） | 削為民                 |
| 52                         | 唐龍     | 浙江承宣布政使司金華府蘭谿縣     | 嘉靖二十四年乙巳十二月 （1545年） | 兵部尚書                 | 嘉靖二十五年丙午七月 （1546年）   | 罷免                   |
| 53                         | 周用     | 南直隸蘇州府吳江縣               | 嘉靖二十五年丙午七月 （1546年）   | 左都御史                 | 嘉靖二十六年丁未正月 （1547年）   | 卒                     |
| 54                         | 聞淵     | 浙江承宣布政使司寧波府鄞縣       | 嘉靖二十六年丁未正月 （1547年）   | 刑部尚書                 | 嘉靖二十八年己酉九月 （1549年）   | 致仕                   |
| 55                         | 夏邦謨   |                                  | 嘉靖二十八年己酉九月 （1549年）   |                          | 嘉靖三十年辛亥二月 （1551年）     | 致仕                   |
| 56                         | 李默     | 福建承宣布政使司建寧府甌寧縣     | 嘉靖三十年辛亥三月 （1551年）     | 吏部左侍郎               | 嘉靖三十年辛亥十月 （1551年）     | 削為民                 |
| 57                         | 萬鏜     |                                  | 嘉靖三十年辛亥十月 （1551年）     |                          | 嘉靖三十二年癸丑八月 （1553年）   | 削為民                 |
| 58                         | 李默     | 福建承宣布政使司建寧府甌寧縣     | 嘉靖三十二年癸丑八月 （1553年）   | 復用                     | 嘉靖三十五年丙辰二月 （1556年）   | 下獄死                 |
| 59                         | 吳鵬     |                                  | 嘉靖三十五年丙辰三月 （1556年）   |                          | 嘉靖四十年辛酉三月 （1561年）     | 致仕                   |
| 60                         | 歐陽必進 |                                  | 嘉靖四十年辛酉三月 （1561年）     |                          | 嘉靖四十年辛酉十一月 （1561年）   | 致仕                   |
| 61                         | 郭朴     | 河南承宣布政使司彰德府安陽縣     | 嘉靖四十年辛酉十一月 （1561年）   | 禮部尚書                 | 嘉靖四十二年癸亥二月 （1563年）   | 丁憂                   |
| 62                         | 嚴訥     | 南直隸蘇州府常熟縣               | 嘉靖四十二年癸亥三月 （1563年）   | 禮部尚書兼翰林學士       | 嘉靖四十四年乙丑四月 （1565年）   | 進入內閣               |
| 63                         | 郭朴     |                                  | 嘉靖四十四年乙丑四月 （1565年）   |                          | 嘉靖四十五年丙寅三月 （1566年）   | 進入內閣               |
| 64                         | 胡松     | 南直隸滁州                       | 嘉靖四十五年丙寅三月 （1566年）   | 南京兵部尚書             | 嘉靖四十五年丙寅十月 （1566年）   | 卒                     |
| 65                         | 楊博     | 山西承宣布政使司平陽府蒲州       | 嘉靖四十五年丙寅十月 （1566年）   | 兵部尚書兼左都御史       | 隆慶三年己巳十二月 （1569年）     | 致仕                   |
| 66                         | 高拱     | 河南承宣布政使司開封府鈞州新鄭縣 | 隆慶三年己巳十二月 （1569年）     | 以內閣武英殿大學士兼署   | 隆慶六年壬申六月 （1572年）       | 罷                     |
| 67                         | 楊博     |                                  | 隆慶六年壬申六月 （1572年）       |                          | 萬曆元年癸酉九月 （1573年）       | 致仕                   |
| 68                         | 張瀚     |                                  | 萬曆元年癸酉九月 （1573年）       |                          | 萬曆五年丁丑十月 （1577年）       | 罷免                   |
| 69                         | 方逢時   |                                  | 萬曆五年丁丑十月 （1577年）       | 以兵部尚書兼署           | 萬曆五年丁丑十月 （1577年）       | 不再兼署               |
| 70                         | 王國光   |                                  | 萬曆五年丁丑十月 （1577年）       |                          | 萬曆十年壬午十月 （1582年）       | 罷免                   |
| 71                         | 梁夢龍   |                                  | 萬曆十年壬午十月 （1582年）       |                          | 萬曆十年壬午十二月 （1582年）     | 罷免                   |
| 72                         | 嚴清     |                                  | 萬曆十年壬午十二月 （1582年）     |                          | 萬曆十一年癸未七月 （1583年）     | 病免                   |
| 73                         | 楊巍     |                                  | 萬曆十一年癸未七月 （1583年）     |                          | 萬曆十八年庚寅二月 （1590年）     | 致仕                   |
| 74                         | 宋纁     |                                  | 萬曆十八年庚寅三月 （1590年）     |                          | 萬曆十九年辛卯五月 （1591年）     | 卒官                   |
| 75                         | 陸光祖   |                                  | 萬曆十九年辛卯四月 （1591年）     |                          | 萬曆二十年壬辰三月 （1592年）     | 致仕                   |
| 76                         | 孫鑨     |                                  | 萬曆二十年壬辰三月 （1592年）     |                          | 萬曆二十一年癸巳七月 （1593年）   | 致仕                   |
| 77                         | 陳有年   |                                  | 萬曆二十一年癸巳八月 （1593年）   |                          | 萬曆二十二年甲午七月 （1594年）   | 致仕                   |
| 78                         | 孫丕揚   |                                  | 萬曆二十二年甲午八月 （1594年）   |                          | 萬曆二十四年丙申八月 （1596年）   | 病免                   |
| 79                         | 蔡國珍   |                                  | 萬曆二十五年丁酉五月 （1597年）   |                          | 萬曆二十六年戊戌四月 （1598年）   | 病免                   |
| 80                         | 李戴     |                                  | 萬曆二十六年戊戌六月 （1598年）   |                          | 萬曆三十一年癸卯十二月 （1603年） | 致仕                   |
| 81                         | 趙世卿   | 山東承宣布政使司濟南府歷城縣     | 萬曆三十一年癸卯十二月 （1603年） | 以戶部尚書兼署           | 萬曆三十二年甲辰五月 （1604年）   | 辭                     |
| 82                         | 楊時喬   |                                  | 萬曆三十二年甲辰五月 （1604年）   | 以吏部左侍郎署           | 萬曆三十七年己酉二月 （1609年）   | 卒                     |
| 83                         | 孫丕揚   |                                  | 萬曆三十七年己酉四月 （1609年）   |                          | 萬曆四十年壬子二月 （1612年）     | 致仕                   |
| 84                         | 趙煥     |                                  | 萬曆四十年壬子八月 （1612年）     |                          | 萬曆四十一年癸丑九月 （1613年）   | 致仕                   |
| 85                         | 王象乾   | 山東省濟南府新城縣               | 萬曆四十一年癸丑十月 （1613年）   | 以兵部尚書兼署           | 萬曆四十二年甲寅二月 （1614年）   | 不再兼署               |
| 86                         | 鄭繼之   |                                  | 萬曆四十二年甲寅二月 （1614年）   |                          | 萬曆四十六年戊午二月 （1618年）   | 致仕                   |
| 87                         | 李汝華   |                                  | 萬曆四十六年戊午閏四月 （1618年） | 兼署                     | 萬曆四十六年戊午六月 （1618年）   | 不再兼署               |
| 88                         | 趙煥     |                                  | 萬曆四十六年戊午六月 （1618年）   |                          | 萬曆四十七年己未十一月 （1619年） | 卒                     |
| 89                         | 李汝華   |                                  | 萬曆四十七年己未十一月 （1619年） | 兼署                     | 萬曆四十八年庚申六月 （1620年）   | 不再兼署               |
| 90                         | 周嘉謨   | 湖廣承宣布政使司漢陽府漢川縣     | 萬曆四十八年庚申六月 （1620年）   |                          | 天启元年辛酉十二月 （1621年）     | 致仕                   |
| 90                         | 張問達   | 陝西承宣布政使司西安府涇陽縣     | 天啟元年辛酉十二月 （1621年）     | 左都御史                 | 天啟三年癸亥九月 （1623年）       | 致仕                   |
| 91                         | 趙南星   | 北直隸真定府趙州高邑縣           | 天啟三年癸亥十月 （1623年）       | 左都御史                 | 天啟四年甲子十月 （1624年）       | 致仕                   |
| 92                         | 崔景榮   |                                  | 天啟四年甲子十一月 （1624年）     |                          | 天啟五年乙丑七月 （1625年）       | 罷免                   |
| 93                         | 李宗延   |                                  | 天啟五年乙丑七月 （1625年）       |                          | 天啟五年乙丑十二月 （1625年）     | 罷免                   |
| 94                         | 王紹徽   | 陝西承宣布政使司西安府咸寧縣     | 天啟五年乙丑十二月 （1625年）     | 左副都御史               | 天啟六年丙寅閏六月 （1626年）     | 閑住                   |
| 95                         | 周應秋   |                                  | 天啟六年丙寅七月 （1626年）       |                          | 天啟七年丁卯十一月 （1627年）     | 罷免                   |
| 96                         | 房壯麗   |                                  | 天啟七年丁卯十一月 （1627年）     |                          | 崇禎元年戊辰四月 （1628年）       | 致仕                   |
| 97                         | 王永光   |                                  | 崇禎元年戊辰五月 （1628年）       |                          | 崇禎四年辛未三月 （1631年）       | 罷免                   |
| 98                         | 閔洪學   |                                  | 崇禎四年辛未三月 （1631年）       |                          | 崇禎五年壬申八月 （1632年）       | 罷免                   |
| 99                         | 李長庚   |                                  | 崇禎五年壬申十二月 （1632年）     |                          | 崇禎七年甲戌八月 （1634年）       | 削職                   |
| 100                        | 謝陞     | 山東承宣布政使司濟南府德州       | 崇禎七年甲戌八月 （1634年）       | 南京吏部尚書             | 崇禎十年丁丑二月 （1637年）       | 罷免                   |
| 101                        | 田維嘉   |                                  | 崇禎十年丁丑三月 （1637年）       |                          | 崇禎十一年戊寅四月 （1638年）     | 罷免                   |
| 102                        | 商周祚   |                                  | 崇禎十一年戊寅五月 （1638年）     |                          | 崇禎十一年戊寅十二月 （1638年）   | 削職                   |
| 103                        | 莊欽鄰   |                                  | 崇禎十二年己卯正月 （1639年）     |                          | 崇禎十二年己卯七月 （1639年）     | 未至罷免               |
| 104                        | 謝陞     | 山東承宣布政使司濟南府德州       | 崇禎十二年己卯八月 （1639年）     | 復用                     | 崇禎十三年庚辰四月 （1640年）     | 進入內閣               |
| 105                        | 傅永淳   |                                  | 崇禎十三年庚辰五月 （1640年）     |                          | 崇禎十三年庚辰九月 （1640年）     | 罷免                   |
| 106                        | 李日宣   | 江西承宣布政使司吉安府吉水縣     | 崇禎十三年庚辰九月 （1640年）     | 兵部尚書                 | 崇禎十五年壬午六月 （1642年）     | 下獄充軍               |
| 107                        | 鄭三俊   | 南直隸池州府建德縣               | 崇禎十五年壬午八月 （1642年）     | 刑部尚書                 | 崇禎十六年癸未五月 （1643年）     | 罷免                   |
| 108                        | 李遇知   |                                  | 崇禎十六年癸未五月 （1643年）     |                          | 崇禎十七年甲申三月 （1644年）     | 病去（明亡）           |
| 南明吏部尚書               |          |                                  |                                   |                          |                                   |                        |
| 109                        | 張慎言   | 山西承宣布政使司澤州陽城縣       | 崇禎十七年甲申五月 （1644年）     |                          | 崇禎十七年甲申六月 （1644年）     | 罷免                   |
| 110                        | 徐石麒   | 浙江承宣布政使司嘉興府嘉興縣     | 崇禎十七年甲申六月 （1644年）     |                          | 崇禎十七年甲申九月 （1644年）     | 罷免                   |
| 111                        | 張捷     | 南直隸鎮江府丹陽縣               | 崇禎十七年甲申九月 （1644年）     |                          | 弘光元年乙酉五月 （1645年）       | 自殺                   |
| 112                        | 張肯堂   | 南直隸松江府華亭縣               | 隆武元年乙酉十一月 （1645年）     |                          | 隆武元年乙酉十二月 （1645年）     | 調掌院                 |
| 113                        | 曾櫻     | 江西承宣布政使司臨江府峽江縣     | 隆武元年乙酉十二月 （1645年）     | 兼署                     | 隆武二年丙戌四月 （1646年）       | 罷免                   |
| 114                        | 瞿式耜   | 南直隸蘇州府常熟縣               | 隆武二年丙戌十一月 （1646年）     | 兼署                     | 隆武二年丙戌十二月 （1646年）     | 進入內閣               |
| 115                        | 李若星   | 河南承宣布政使司汝寧府信陽州     | 永曆元年丁亥三月 （1647年）       |                          | 永曆元年丁亥六月 （1647年）       | 進入內閣               |
| 116                        | 侯偉時   | 湖廣承宣布政使司荊州府公安縣     | 永曆元年丁亥六月 （1647年）       | 以吏部右侍郎兼署         | 永曆元年丁亥八月 （1647年）       | 卒                     |
| 117                        | 瞿式耜   | 南直隸蘇州府常熟縣               | 永曆元年丁亥九月 （1647年）       | 以內閣武英殿大學士兼署   | 永曆二年戊子三月 （1648年）       | 不再兼署               |
| 118                        | 嚴起恆   | 浙江承宣布政使司紹興府山陰縣     | 永曆二年戊子三月 （1648年）       | 以內閣東閣大學士兼署     | 永曆二年戊子四月 （1648年）       | 罷免                   |
| 119                        | 晏清     | 湖廣承宣布政使司黃州府黃岡縣     | 永曆二年戊子四月 （1648年）       |                          | 永曆四年庚寅五月 （1650年）       | 罷免                   |
| 120                        | 張佐辰   | 湖廣都指揮使司平溪衛             | 永曆四年庚寅五月 （1650年）       | 以吏部右侍郎兼署         | 永曆六年壬辰十月 （1652年）       | 罷免                   |
| 121                        | 范鑛     | 四川承宣布政使司敘州府富順縣     | 永曆六年壬辰十一月 （1652年）     |                          | 永曆八年甲午九月 （1654年）       | 罷免                   |
| 122                        | 張佐辰   | 湖廣都指揮使司平溪衛             | 永曆八年甲午九月 （1654年）       |                          | 永曆十年丙申三月 （1656年）       | 進入內閣               |
| 123                        | 金維新   | 雲南承宣布政使司永昌府保山縣     | 永曆十年丙申三月 （1656年）       | 以吏部右侍郎兼署         | 永曆十二年戊戌十一月 （1658年）   | 罷免                   |
| 124                        | 鄧士廉   | 四川承宣布政使司順慶府廣安州     | 永曆十二年戊戌十二月 （1658年）   |                          | 永曆十四年庚子十月 （1660年）     | 進入內閣               |
| 南明吏部尚書（監國魯朝廷） |          |                                  |                                   |                          |                                   |                        |
| 112                        | 朱兆柏   | 浙江承宣布政使司紹興府山陰縣     | 弘光元年乙酉六月 （1645年）       |                          | 弘光元年乙酉八月 （1645年）       | 罷免                   |
| 113                        | 章正宸   | 浙江承宣布政使司紹興府會稽縣     | 弘光元年乙酉八月 （1645年）       |                          | 監國魯元年丙戌二月 （1646年）     | 進入內閣               |
| 114                        | 李白春   | 南直隸蘇州府崑山縣               | 監國魯元年丙戌二月 （1646年）     | 戶部尚書                 | 監國魯元年丙戌三月 （1646年）     | 罷免                   |
| 115                        | 余煌     | 浙江承宣布政使司紹興府會稽縣     | 監國魯元年丙戌三月 （1646年）     |                          | 監國魯元年丙戌六月 （1646年）     | 自殺                   |
| 116                        | 劉沂春   | 福建承宣布政使司福州府長樂縣     | 監國魯二年丁亥十月 （1647年）     | 吏部左侍郎               | 監國魯三年戊子八月 （1648年）     | 進入內閣               |
| 117                        | 朱永祐   | 南直隸松江府上海縣               | 監國魯三年戊子十月 （1648年）     | 以工部尚書兼署           | 監國魯六年辛卯九月 （1651年）     | 被殺                   |